# Selina Chönz
Selina Chönz (Samedan, Suïssa, 4 d'agost de 1910 - íd., 17 de febrer de 2000) fou una autora suïssa de llibres infantils en romanx engiadinès. El seu llibre més conegut és Uorsin (1945) (en alemany, Schellen-Ursli; «una campana per a en Ursli»), amb il·lustracions d'Alois Carigiet.

## Vida

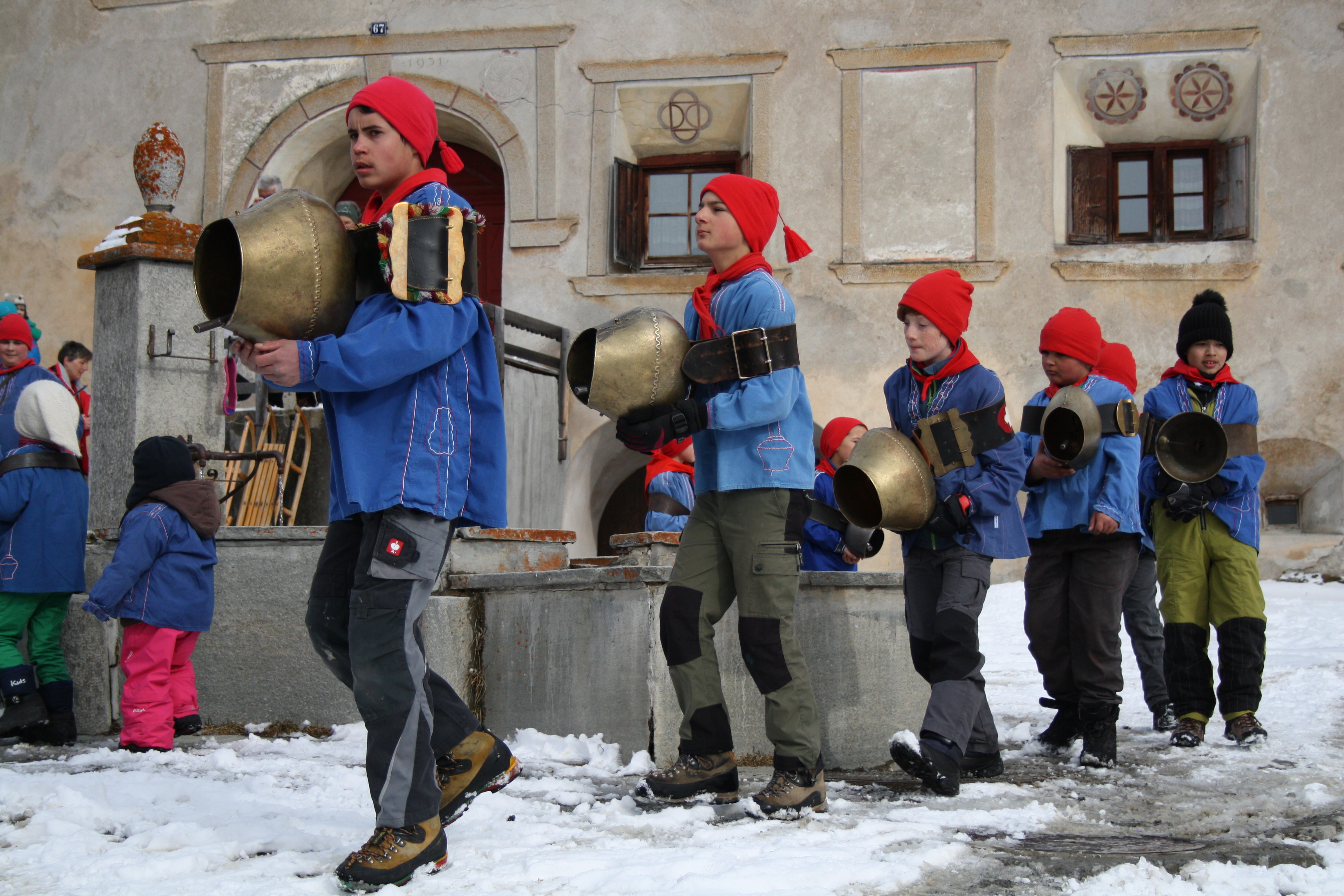
Chalandamarz a Guarda (2017); s'observen les esquelles que duen els nois

Selina Chönz va ser filla d'un impressor alemany, Anton M. Meyer. Va estudiar a Berna com a professora d'educació infantil amb el mètode Montessori. Va fer estades lingüístiques a Anglaterra i Itàlia i va ser professora d'educació infantil a Zuoz. Més tard, va anar a Zuric a fer de professora de magisteri. Allà va tenir la idea d'escriure ella mateixa llibres per a nens.
El 1939 es va casar amb l'arquitecte Iachen Ulrich Könz (1899-1980), que va aportar quatre fills al matrimoni; després Selina i Iachen tingueren encara un altre noi, el pintor i dibuixant Steivan Liun Könz (1940-1998). Selina va canviar la grafia del seu cognom de casada, Könz, en Chönz per adaptar-lo a l'engandinès. La família visqué a Guarda fins a 1981 i allà fou on es va crear l'Uorsin.

## Uorsin
La història se situa en un poble engadinès, Guarda. I en ocasió del Chalandamarz, la festa del primer de març que se celebra a l'Engadina i on els nens fan fora l'hivern fent sonar campanes pel poble.
El protagonista, Ursli, només té una campaneta molt petita i els altres nens se'n riuen i no el volen deixar participar en la desfilada. Aleshores se'n recorda de la gran esquella que es guarda en el refugi alpí on pugen els ramats a l'estiu. Emprendrà un viatge perillós enmig de la neu per arribar al refugi. A la caiguda de la tarda, al poble, tothom el busca. Ell tornarà l'endemà al matí, després de passar la nit al xalet, amb la gran esquella i podrà participar en el Chalandamarz com un gran heroi.

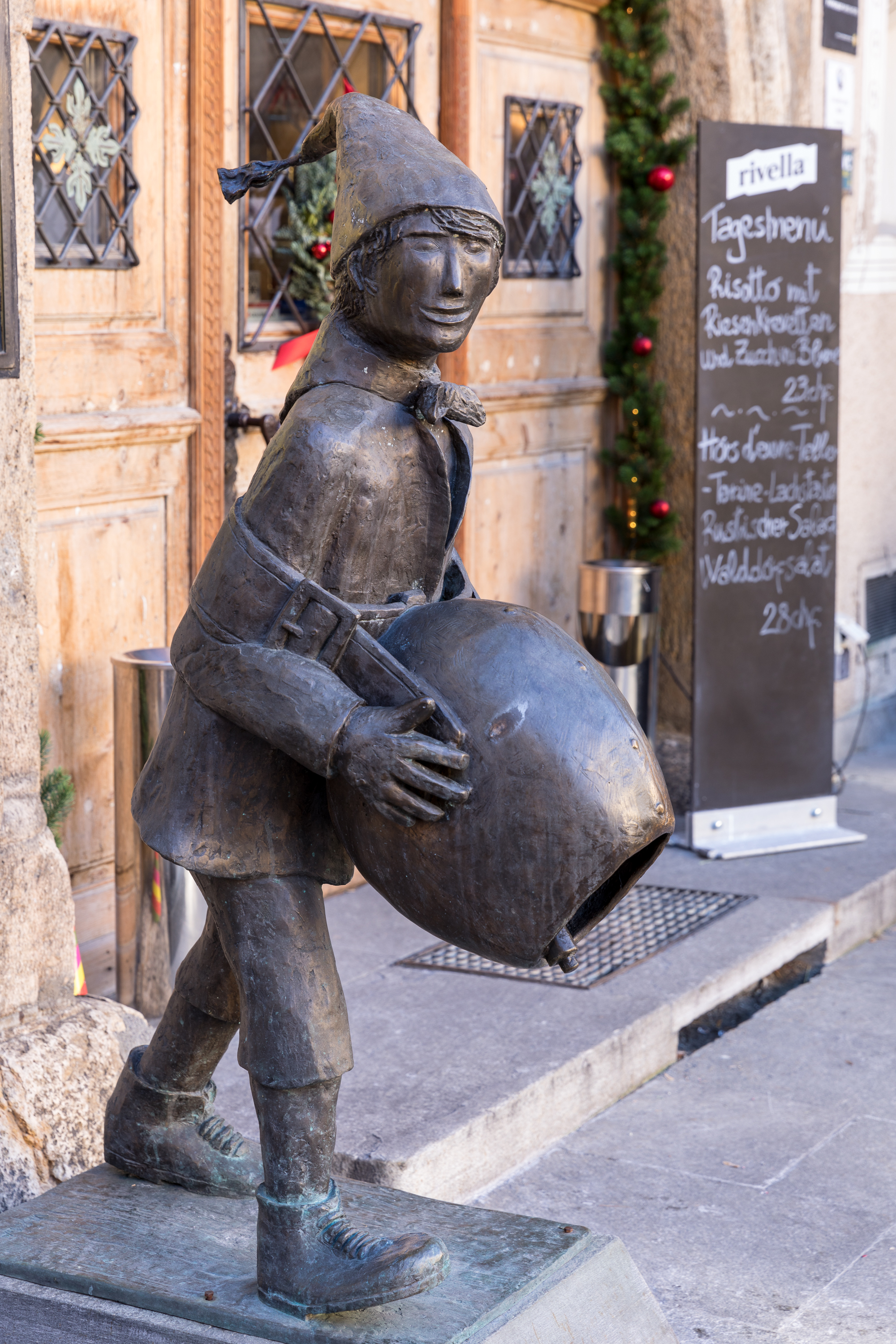
Escultura d'Ursli a Zuoz

Chönz, que coneixia l'obra de Carigiet, li demanà que fes les il·lustracions del seu llibre. En els anys 1940-1945, Carigiet va fer estades a Guarda, d'on va treure idees per a les il·lustracions. Per exemple, la casa veïna de Chönz, la Chasa 51, va servir com a imatge per a la casa d'en Ursli en el llibre.
Del llibre se'n vengueren més d'un milio d'exemplars, en les traduccions alemanya i a altres llengües. No ha estat traduït al català. Se n'han fet també adaptacions filmades.

## Publicacions

### Literatura infantil
- Uorsin (1945) "Una campana per a en Ursli"
- Flurina (1952)
- La naivera (1957) "La gran nevada"; els tres, il·lustrats per Alois Carigiet.

### Narracions
- La chastlauna (1940)
- Il purtret da l'antenat (1943)
- La scuvierta da l'orma (1950)